# Anders Thiset
Anders Thiset (født 25. februar 1850 i København, død 14. juli 1917 sammesteds) var en dansk historiker, genealog, heraldiker og arkivmand.
Thiset var søn af overvagtmester ved Livgarden til hest Hans Andersen Thiset (1817 -1864) og Anne Kirstine Rasmusdatter (1824 – 1876) og blev født i København. Efter i 1864 at have afsluttet sin skolegang i Melchiors Borgerskole med præliminæreksamen blev han samme år ansat som assistent i intendanturen for den kongelige civilliste, og herfra trådte han 1. januar 1883 over i en assistentstilling ved statens arkivvæsen (fra 1889 Rigsarkivet), hvor han 1889 blev arkivsekretær og 1897 arkivar i Rigsarkivets 1. afdeling, en stilling han beholdt frem til 1915. 7. december 1877 ægtede han Ingeborg (født 21. april 1852), datter af gårdejer og amtsrådsmedlem Lars Hansen (Stenagergård i Sengeløse Sogn).
Thiset, hvis første genealogiske afhandling om den ældre danske adel fremkom i 1879 (i Historisk Tidsskrift), leverede også siden i forskellige tidsskrifter en række bidrag indenfor dette sit specialfags område, enkelte også af rent personalhistorisk indhold. Sammen med H. R. Hiort-Lorenzen udgav han Danmarks Adels Aarbog fra 1884, hvori på en ubetydelighed nær alle de fuldstændige stamtavler skyldtes ham, ligesom også de stilfulde våbenafbildninger. Også i det af ham udgivne pragtværk Danske adelige Sigiller fra det 15., 16. og 17. Aarhundrede (1898-1905), er samtlige afbildninger gengivelser af hans tegninger. Nyt dansk Adelslexikon (1904) byggede naturligt videre på arbejdet fra adelsårbogen. Det var også Thiset, der stod for udgivelsen af Danske kongelige Sigiller samt sønderjydske Hertugers og andre til Danmark knyttede Fyrsters Sigiller 1085-1559 (1917). Mindre heraldiske arbejder af ham var hans artikel "Om danske By- og Herredsvaaben" i Tidsskrift for Kunstindustri (1893-1894) og "Bemærkninger om dansk Heraldik" i Aarbøger for nordisk Oldkyndighed og Historie (1902). For Det kongelige danske Selskab for Fædrelandets Historie, som han blev medlem af i 1896 og var sekretær for fra 1902, udgav han Eline Gøyes Jordebog (1892) og Danske adelige Brevkister (1897).
Han var formand for den danske afdeling af Samfundet for dansk-norsk Genealogi og Personalhistorie (1904-1917), udenlandsk medlem af Samfundet för utgifvandet af handskrifter rörande Skandinaviens historia i Stockholm og Ridder af Dannebrog.
Thisets tilknytning til svigerfamiliens bopæl i Sengeløse Sogn var medvirkende til hans bidrag til genrejsningen af Snubbekorset i 1903.